# 韋瀚章
韋瀚章（1906年1月17日—1993年2月27日），字浩如，廣東省香山县翠微乡（今广东省珠海市）人，自稱「野草」詞人、香水詞人，中國填詞人。

## 生平
自幼跟從吳醒濂老師學習聲韻的用法。中學以後，師從王子楨老師學習國學。1924年，进入滬江大學学习。1929年，上海南洋高级商业学校畢業後，任教於上海國立音樂專科學校，擔任注册主任:156。後來得到同校的黃自賞識，韋瀚章遂以創作歌詞為終生志向。他与黃自合作多首歌曲。其中，以《抗敵歌》、《旗正飘飘》最为知名，视为二人合作的抗战爱国歌曲姊妹篇:159。
1933年春天，上海音專師生組織「音樂藝文社」，由蔡元培擔任社長，韋瀚章、黃自、龍榆生等人擔任編輯。1936年，往南京工作後開始病重。轉送至香港治病，病癒後任職香港商務印書館。時值香港商務印書館成立合唱團。韋氏推薦林聲翕為合唱團指揮，並與他合作創作《白雲故鄉》的歌詞。
香港淪陷後，韋氏與其夫人避難到廣州，後來在番禺隱居。1946年，往上海滬江大學任職秘書。1949年後，韋氏應聘中國聖樂院:156，出任教務主任兼詩詞寫作教授。1957年，韋氏與林聲翕教授合編初中音樂教本六冊。
1959年:156，赴馬來西亞的沙勞越文化出版局，任編輯及出版主任，及代理局長。1968年退休，在古晉的檳嶺中學出任高級班中國文學及「翻譯」課程教授。
1970年后，回到香港定居:156。他與黃友棣合作。1972年，完成「長恨歌補遺」。1976年，將歌詞一百餘首輯印成冊，取名「野草集」。1985年，韋瀚章榮獲中國文藝協會所頒發的中國文藝獎章的榮譽文藝獎章。
1993年2月27日，韋瀚章病逝於香港銅鑼灣聖保禄醫院。1998年10月23日，香港作曲家及作詞家協會（CASH）於該會第21屆週年晚宴上，向韋瀚章追頒CASH音樂成就大獎，以肯定其對香港音樂的卓越貢獻。